# Энгель, Фёдор Иванович (генерал-майор)
Фёдор Иванович Энгель (1815—1885) — генерал-майор Русской императорской армии.

## Биография
Фёдор Энгель родился 1 октября 1815 года; происходил из дворян Курляндской губернии. По окончании Горного кадетского корпуса Энгель начал свою военную службу 2 февраля 1834 года рядовым в Александрийском гусарском полку.
30 января 1839 года Фёдор Иванович Энгель был произведён в прапорщики, 9 декабря 1850 года — в капитаны, а 9 августа 1856 года был переведён в Драгунский Его Императорского Высочества великого князя Александра Александровича полк.
Служа на Кавказе, участвовал в нескольких десятках дел против горных племён и за выказанные в них отличия 14 ноября 1860 года был произведён в подполковники, 3 марта 1863 года — в полковники. 22 сентября 1865 года был награждён орденом Святого Владимира 4-й степени с бантом за 25 лет выслуги в офицерских чинах.
Назначенный 1 марта 1865 года командиром резервного эскадрона своего полка, Ф. И. Энгель занимал эту должность до 20 января 1878 года, когда по состоянию здоровья был уволен в отставку с производством в генерал-майоры.
Фёдор Иванович Энгель скончался 25 марта 1885 года, на 70-м году от рождения. Похоронен на Новодевичьем кладбище в Санкт-Петербурге.

## Награды
За время службы Фёдор Иванович Энгель был награждён:
- орденом Святой Анны 3-й степени (1852),
- знаком отличия беспорочной службы за XV лет (1855),
- орденом Святого Станислава 2-й степени (1859),
- орденом Святого Владимира 4-й степени с бантом за 25 лет службы (1865),
- императорской короной к ордену Святого Станислава 2-й степени (1866),
- орденом Святой Анны 2-й степени (1869),
- императорской короной к ордену Святой Анны 2-й степени (1872).

## Комментарии
1. ↑  Указанное в РБС наименование полка существовало с 1883 по 1891 год.
2. ↑  Указанное в РБС наименование полка существовало с 1864 по 1865 год.